# Traminda malocopis
Traminda malocopis är en fjärilsart som beskrevs av Oswald Beltram Lower 1902. Traminda malocopis ingår i släktet Traminda och familjen mätare. Inga underarter finns listade i Catalogue of Life.